# Roberto Benigni
Roberto Remigio Benigni (født 27. oktober 1952) er en italiensk skuespiller, forfatter og instruktør. Han er bl.a. kendt for sin rolle i Down by Law og for filmen Livet er smukt (La vita è bella) fra 1997, som han både skrev manuskript til, instruerede og spillede hovedrollen i. Han vandt en Oscar og en BAFTA Award for denne hovedrolle.